# Carlos Aguiar Retes
Pour les articles homonymes, voir Retes.
Carlos Aguiar Retes, né le 9 janvier 1950 à Tepic dans l'État de Nayarit au Mexique, est un prélat catholique mexicain, évêque de Texcoco puis archevêque de Tlalnepantla de 2009 à 2017 avant d'être transféré à Mexico. Il est créé cardinal par François en 2016.

## Biographie

### Famille, jeunesse et formation
Carlos Aguiar Retes naît le 9 janvier 1950 à Tepic dans l'État de Nayarit au Mexique. Il est le second d'une fratrie de six enfants. 
Il intègre le petit séminaire de Tepic où il effectue ses études secondaires puis poursuit au grand séminaire où il suit le cycle de philosophie jusqu'en 1969. Il rejoint alors le séminaire de Montezuma aux États-Unis de 1969 à 1972 puis le séminaire de Tula en 1972-1973 où il termine ses études de théologie en vue du sacerdoce. 

### Prêtre
Après avoir été ordonné diacre le 24 décembre 1971, il reçoit l'ordination sacerdotale le 22 avril 1973 en la cathédrale de Tepic. Il est d'abord vicaire en paroisse jusqu'en 1974, lorsqu'il part pour Rome étudier au collège pontifical latino-américain Pie où il obtient une licence en Écritures saintes de l'Institut biblique pontifical. À son retour au Mexique en 1977, il est nommé recteur du séminaire diocésain de Tepic. 
En 1991, il retourne à Rome. Le 7 juin 1996, il obtient un doctorat en théologie biblique à l'Université pontificale grégorienne. À son retour au Mexique, il occupe la chaire d'Écriture sainte de l'Université pontificale de Mexico. 

### Évêque
Le 28 mai 1997, Jean-Paul II le nomme évêque de Texcoco dans l'État de Mexico. Il est consacré le 29 juin suivant par le cardinal Adolfo Antonio Suárez Rivera, archevêque de Monterrey. 
Le 5 février 2009, Benoît XVI le transfère au siège archiépiscopal de Tlalnepantla, toujours dans l'État de Mexico. Le 7 décembre 2017, François le nomme archevêque de Mexico. 

#### Conférence des évêques du Mexique
Au sein de la Conférence de l'épiscopat mexicain (CEM), il est d'abord secrétaire général de 2004 à 2006 puis président pour deux mandats, de 2007 à 2012. 

#### Conseil épiscopal latino-américain
Le 23 mai 2000, il se voit confier, en plus de sa charge épiscopale, le secrétariat général du Conseil épiscopal latino-américain (CELAM). En 2003, il devient vice-président de cette instance pour un mandat de quatre ans.  En mai 2007, il participe à la Cinquième Conférence générale de l'épiscopat latino-américain et caribéen à Aparecida au Brésil au cours de laquelle est préparé le document d'Aparecida élaboré par le cardinal Jorge Bergoglio et dans lequel apparaissent déjà les grands thèmes du pontificat de François. Il est, lors de cette rencontre, élu président du comité Communion ecclésiale et dialogue du CELAM. Au cours de l'assemblée générale suivante, en 2011 à Montevideo, il est élu à la présidence du CELAM pour quatre ans ce qui lui aura permis, huit ans durant d'être l'un des principaux artisans de la mise en œuvre du document d'Aparecida à l'échelle de l'Amérique latine,.

#### Curie romaine
Le 8 mars 2007, Benoît XVI le nomme membre du Conseil pontifical pour le dialogue inter-religieux pour un mandat de cinq ans. 

### Cardinal
Il est créé cardinal comme seize autres prélats lors du consistoire du 19 novembre 2016 par François qui lui attribue le titre des Santi Fabiano e Venanzio a Villa Fiorelli.
Le pape le confirme comme membre du conseil pontifical pour le dialogue inter-religieux le 28 janvier 2017, à la suite de sa création cardinalice.